# 2025-ös IIHF divízió I-es jégkorong-világbajnokság
A 2025-ös IIHF divízió I-es jégkorong-világbajnokság A csoportjának mérkőzéseit Sepsiszentgyörgyön, Romániában rendezték 2025. április 27. és május 5. között. A B csoport mérkőzéseit Tallinnban, Észtországban rendezték április 26. és május 5. között.

## A csoport

### Résztvevők
| Csapat         | Kvalifikáció                                                      |
| -------------- | ----------------------------------------------------------------- |
| Nagy-Britannia | A 2024-es IIHF jégkorong-világbajnokság 15. helyezettje, kiesett. |
| Lengyelország  | A 2024-es IIHF jégkorong-világbajnokság 16. helyezettje, kiesett. |
| Olaszország    | A 2024-es divízió I/A 3. helyezettje.                             |
| Románia        | Rendező, a 2024-es divízió I/A 4. helyezettje.                    |
| Japán          | A 2024-es divízió I/A 5. helyezettje.                             |
| Ukrajna        | A 2024-es divízió I/B 1. helyezettje, feljutott.                  |

### Tabella
| Hely. | Csapat         | M | Gy | HGy | HV | V | G+ | G– | Gk  | P  | Feljutás vagy kiesés     |
| ----- | -------------- | - | -- | --- | -- | - | -- | -- | --- | -- | ------------------------ |
| 1.    | Nagy-Britannia | 5 | 2  | 3   | 0  | 0 | 19 | 9  | +10 | 12 | Feljutott a főcsoportba  |
| 2.    | Olaszország    | 5 | 3  | 0   | 1  | 1 | 18 | 11 | +7  | 10 | Feljutott a főcsoportba  |
| 3.    | Ukrajna        | 5 | 2  | 1   | 1  | 1 | 16 | 10 | +6  | 9  |                          |
| 4.    | Japán          | 5 | 2  | 0   | 1  | 2 | 14 | 16 | −2  | 7  |                          |
| 5.    | Lengyelország  | 5 | 2  | 0   | 0  | 3 | 8  | 13 | −5  | 6  |                          |
| 6.    | Románia (R)    | 5 | 0  | 0   | 1  | 4 | 6  | 22 | −16 | 1  | Kiesett a divízió I B-be |

### Mérkőzések
A mérkőzések kezdési időpontjai helyi idő szerint (UTC+3) értendők.
| 2025. április 27. 12:30 | Japán | 1–4 (0–2, 1–2, 0–0) | Olaszország | Sepsi Aréna, Sepsiszentgyörgy Nézőszám: 1960 |

| Jegyzőkönyv | Jegyzőkönyv   | Jegyzőkönyv                                    | Jegyzőkönyv   | Jegyzőkönyv                                                                      |
| --- | ------------- | ---------------------------------------------- | ------------- | -------------------------------------------------------------------------------- |
| | Yuta Narisawa | Kapusok                                        | Davide Fadani | Játékvezetők: Mark Pearce Marcus Wannerstedt Vonalbírók: Muzsik Norbert John Rey |
| \| \| 0–1 \| 02:25 – Purdeller (Pietroniro, Frycklund) (PP) \| \| \| 0–2 \| 07:33 – Ierullo (Misley, Trivellato) \| \| \| 0–3 \| 27:11 – Purdeller (Frycklund, Tedesco) \| \| \| 0–4 \| 36:23 – Tedesco (Purdeller) \| \| Hanzawa (T. Nakajima, Kimura) (PP) – 37:53 \| 1–4 \| \| |               |                                                |               | Játékvezetők: Mark Pearce Marcus Wannerstedt Vonalbírók: Muzsik Norbert John Rey |
| 4 perc | Büntetések    | 6 perc                                         |               | Játékvezetők: Mark Pearce Marcus Wannerstedt Vonalbírók: Muzsik Norbert John Rey |
| 19 | Lövések       | 30                                             |               | Játékvezetők: Mark Pearce Marcus Wannerstedt Vonalbírók: Muzsik Norbert John Rey |
| | 0–1           | 02:25 – Purdeller (Pietroniro, Frycklund) (PP) |               | Játékvezetők: Mark Pearce Marcus Wannerstedt Vonalbírók: Muzsik Norbert John Rey |
| | 0–2           | 07:33 – Ierullo (Misley, Trivellato)           |               | Játékvezetők: Mark Pearce Marcus Wannerstedt Vonalbírók: Muzsik Norbert John Rey |
| | 0–3           | 27:11 – Purdeller (Frycklund, Tedesco)         |               | Játékvezetők: Mark Pearce Marcus Wannerstedt Vonalbírók: Muzsik Norbert John Rey |
| | 0–4           | 36:23 – Tedesco (Purdeller)                    |               |                                                                                  |
| Hanzawa (T. Nakajima, Kimura) (PP) – 37:53 | 1–4           |                                                |               |                                                                                  |

| 2025. április 27. 16:00 | Ukrajna | 3–4 (sz.) (0–1, 2–1, 1–1) | Nagy-Britannia | Sepsi Aréna, Sepsiszentgyörgy Nézőszám: 2112 |

| Jegyzőkönyv | Jegyzőkönyv       | Jegyzőkönyv                          | Jegyzőkönyv | Jegyzőkönyv                                                                          |
| --- | ----------------- | ------------------------------------ | ----------- | ------------------------------------------------------------------------------------ |
| | Alexander Levshin | Kapusok                              | Ben Bowns   | Játékvezetők: Daniel Pražák Anssi Salonen Vonalbírók: Renārs Davidonis Simon Riecken |
| \| \| 0–1 \| 11:08 – Waller (Halbert) \| \| \| 0–2 \| 21:30 – Perlini (O'Connor, Brown) \| \| Zakharov (Denyskin) – 25:45 \| 1–2 \| \| \| Trakht (Fadyeyev, Peresunko) – 32:01 \| 2–2 \| \| \| Borodai (Kuprianov, Denyskin) – 49:16 \| 3–2 \| \| \| \| 3–3 \| 52:42 – O'Connor (Shudra, Lachowicz) \| |                   |                                      |             | Játékvezetők: Daniel Pražák Anssi Salonen Vonalbírók: Renārs Davidonis Simon Riecken |
| Korenchuk Trakht Vorona Peresunko | Szétlövés         | O'Connor Lake Dowd                   |             | Játékvezetők: Daniel Pražák Anssi Salonen Vonalbírók: Renārs Davidonis Simon Riecken |
| 2 perc | Büntetések        | 6 perc                               |             | Játékvezetők: Daniel Pražák Anssi Salonen Vonalbírók: Renārs Davidonis Simon Riecken |
| 30 | Lövések           | 26                                   |             | Játékvezetők: Daniel Pražák Anssi Salonen Vonalbírók: Renārs Davidonis Simon Riecken |
| | 0–1               | 11:08 – Waller (Halbert)             |             | Játékvezetők: Daniel Pražák Anssi Salonen Vonalbírók: Renārs Davidonis Simon Riecken |
| | 0–2               | 21:30 – Perlini (O'Connor, Brown)    |             | Játékvezetők: Daniel Pražák Anssi Salonen Vonalbírók: Renārs Davidonis Simon Riecken |
| Zakharov (Denyskin) – 25:45 | 1–2               |                                      |             |                                                                                      |
| Trakht (Fadyeyev, Peresunko) – 32:01 | 2–2               |                                      |             |                                                                                      |
| Borodai (Kuprianov, Denyskin) – 49:16 | 3–2               |                                      |             |                                                                                      |
| | 3–3               | 52:42 – O'Connor (Shudra, Lachowicz) |             |                                                                                      |

| 2025. április 27. 19:30 | Románia | 1–4 (0–1, 1–1, 0–2) | Lengyelország | Sepsi Aréna, Sepsiszentgyörgy Nézőszám: 2564 |

| Jegyzőkönyv | Jegyzőkönyv    | Jegyzőkönyv                                 | Jegyzőkönyv | Jegyzőkönyv                                                                            |
| --- | -------------- | ------------------------------------------- | ----------- | -------------------------------------------------------------------------------------- |
| | Adorján Attila | Kapusok                                     | John Murray | Játékvezetők: Geoffrey Barcelo Daniel Eriksson Vonalbírók: Gustav Jonsson Gašper Zgonc |
| \| \| 0–1 \| 06:43 – Łyszczarczyk (Bizacki) \| \| \| 0–2 \| 27:52 – Tyczyński (Bryk, Ciura) \| \| Gliga (Ferencz-Csibi, Williams) – 34:29 \| 1–2 \| \| \| \| 1–3 \| 54:16 – Krężołek (Tyczyński, Sadłocha) (PP) \| \| \| 1–4 \| 58:11 – Łyszczarczyk (Sadłocha) (ENG) \| |                |                                             |             | Játékvezetők: Geoffrey Barcelo Daniel Eriksson Vonalbírók: Gustav Jonsson Gašper Zgonc |
| 4 perc | Büntetések     | 2 perc                                      |             | Játékvezetők: Geoffrey Barcelo Daniel Eriksson Vonalbírók: Gustav Jonsson Gašper Zgonc |
| 13 | Lövések        | 38                                          |             | Játékvezetők: Geoffrey Barcelo Daniel Eriksson Vonalbírók: Gustav Jonsson Gašper Zgonc |
| | 0–1            | 06:43 – Łyszczarczyk (Bizacki)              |             | Játékvezetők: Geoffrey Barcelo Daniel Eriksson Vonalbírók: Gustav Jonsson Gašper Zgonc |
| | 0–2            | 27:52 – Tyczyński (Bryk, Ciura)             |             | Játékvezetők: Geoffrey Barcelo Daniel Eriksson Vonalbírók: Gustav Jonsson Gašper Zgonc |
| Gliga (Ferencz-Csibi, Williams) – 34:29 | 1–2            |                                             |             | Játékvezetők: Geoffrey Barcelo Daniel Eriksson Vonalbírók: Gustav Jonsson Gašper Zgonc |
| | 1–3            | 54:16 – Krężołek (Tyczyński, Sadłocha) (PP) |             |                                                                                        |
| | 1–4            | 58:11 – Łyszczarczyk (Sadłocha) (ENG)       |             |                                                                                        |

| 2025. április 28. 12:30 | Olaszország | 2–3 (sz.) (0–1, 1–1, 1–0) | Ukrajna | Sepsi Aréna, Sepsiszentgyörgy Nézőszám: 1274 |

| Jegyzőkönyv | Jegyzőkönyv   | Jegyzőkönyv                            | Jegyzőkönyv      | Jegyzőkönyv                                                                       |
| --- | ------------- | -------------------------------------- | ---------------- | --------------------------------------------------------------------------------- |
| | Davide Fadani | Kapusok                                | Bogdan Dyachenko | Játékvezetők: Geoffrey Barcelo Jesse Gour Vonalbírók: Muzsik Norbert Gašper Zgonc |
| \| \| 0–1 \| 32:21 – di Tomaso (Gazley, Pietroniro) \| \| Denyskin (Fadyeyev, Trakht) – 14:37 \| 1–1 \| \| \| \| 1–2 \| 44:35 – Zanatta (Tedesco) \| \| Zakharov (Denyskin, Sysak) – 38:49 \| 2–2 \| \| |               |                                        |                  | Játékvezetők: Geoffrey Barcelo Jesse Gour Vonalbírók: Muzsik Norbert Gašper Zgonc |
| 4 perc | Büntetések    | 6 perc                                 |                  | Játékvezetők: Geoffrey Barcelo Jesse Gour Vonalbírók: Muzsik Norbert Gašper Zgonc |
| 37 | Lövések       | 19                                     |                  | Játékvezetők: Geoffrey Barcelo Jesse Gour Vonalbírók: Muzsik Norbert Gašper Zgonc |
| | 0–1           | 32:21 – di Tomaso (Gazley, Pietroniro) |                  | Játékvezetők: Geoffrey Barcelo Jesse Gour Vonalbírók: Muzsik Norbert Gašper Zgonc |
| Denyskin (Fadyeyev, Trakht) – 14:37 | 1–1           |                                        |                  | Játékvezetők: Geoffrey Barcelo Jesse Gour Vonalbírók: Muzsik Norbert Gašper Zgonc |
| | 1–2           | 44:35 – Zanatta (Tedesco)              |                  | Játékvezetők: Geoffrey Barcelo Jesse Gour Vonalbírók: Muzsik Norbert Gašper Zgonc |
| Zakharov (Denyskin, Sysak) – 38:49 | 2–2           |                                        |                  |                                                                                   |

| 2025. április 28. 16:00 | Lengyelország | 2–1 (2–0, 0–0, 0–1) | Japán | Sepsi Aréna, Sepsiszentgyörgy Nézőszám: 1112 |

| Jegyzőkönyv | Jegyzőkönyv | Jegyzőkönyv                               | Jegyzőkönyv | Jegyzőkönyv                                                                     |
| --- | ----------- | ----------------------------------------- | ----------- | ------------------------------------------------------------------------------- |
| | Tomáš Fučík | Kapusok                                   | Issa Otsuka | Játékvezetők: Daniel Pražák Anssi Salonen Vonalbírók: Kai Jürgens Simon Riecken |
| \| Bizacki (Pas) – 06:27 \| 1–0 \| \| \| Krężołek (Pas, Zygmunt) – 19:16 \| 2–0 \| \| \| \| 2–1 \| 59:54 – Osawa (Takagi, Seiya Hayata) (EA) \| |             |                                           |             | Játékvezetők: Daniel Pražák Anssi Salonen Vonalbírók: Kai Jürgens Simon Riecken |
| 10 perc | Büntetések  | 12 perc                                   |             | Játékvezetők: Daniel Pražák Anssi Salonen Vonalbírók: Kai Jürgens Simon Riecken |
| 31 | Lövések     | 28                                        |             | Játékvezetők: Daniel Pražák Anssi Salonen Vonalbírók: Kai Jürgens Simon Riecken |
| Bizacki (Pas) – 06:27 | 1–0         |                                           |             | Játékvezetők: Daniel Pražák Anssi Salonen Vonalbírók: Kai Jürgens Simon Riecken |
| Krężołek (Pas, Zygmunt) – 19:16 | 2–0         |                                           |             | Játékvezetők: Daniel Pražák Anssi Salonen Vonalbírók: Kai Jürgens Simon Riecken |
| | 2–1         | 59:54 – Osawa (Takagi, Seiya Hayata) (EA) |             | Játékvezetők: Daniel Pražák Anssi Salonen Vonalbírók: Kai Jürgens Simon Riecken |

| 2025. április 28. 19:30 | Nagy-Britannia | 2–1 (h.u.) (1–1, 0–0, 0–0) | Románia | Sepsi Aréna, Sepsiszentgyörgy Nézőszám: 2435 |

| Jegyzőkönyv | Jegyzőkönyv     | Jegyzőkönyv            | Jegyzőkönyv | Jegyzőkönyv                                                                        |
| --- | --------------- | ---------------------- | ----------- | ---------------------------------------------------------------------------------- |
| | Jackson Whistle | Kapusok                | Tőke Zoltán | Játékvezetők: Mark Pearce Marcus Wannerstedt Vonalbírók: Renārs Davidonis John Rey |
| \| Waller (Perlini, Neilson) – 00:31 \| 1–0 \| \| \| \| 1–1 \| 09:31 – Gajdó (Rokaly) \| \| Neilson (Halbert) – 60:36 \| 2–1 \| \| |                 |                        |             | Játékvezetők: Mark Pearce Marcus Wannerstedt Vonalbírók: Renārs Davidonis John Rey |
| 8 perc | Büntetések      | 12 perc                |             | Játékvezetők: Mark Pearce Marcus Wannerstedt Vonalbírók: Renārs Davidonis John Rey |
| 36 | Lövések         | 25                     |             | Játékvezetők: Mark Pearce Marcus Wannerstedt Vonalbírók: Renārs Davidonis John Rey |
| Waller (Perlini, Neilson) – 00:31                                                                                                  | 1–0             |                        |             | Játékvezetők: Mark Pearce Marcus Wannerstedt Vonalbírók: Renārs Davidonis John Rey |
| | 1–1             | 09:31 – Gajdó (Rokaly) |             | Játékvezetők: Mark Pearce Marcus Wannerstedt Vonalbírók: Renārs Davidonis John Rey |
| Neilson (Halbert) – 60:36 | 2–1             |                        |             | Játékvezetők: Mark Pearce Marcus Wannerstedt Vonalbírók: Renārs Davidonis John Rey |

| 2025. április 30. 12:30 | Nagy-Britannia | 5–4 (h.u.) (1–0, 1–3, 2–1) (OT: 1–0) | Japán | Sepsi Aréna, Sepsiszentgyörgy Nézőszám: 1345 |

| Jegyzőkönyv | Jegyzőkönyv     | Jegyzőkönyv                       | Jegyzőkönyv   | Jegyzőkönyv                                                                                 |
| --- | --------------- | --------------------------------- | ------------- | ------------------------------------------------------------------------------------------- |
| | Jackson Whistle | Kapusok                           | Yuta Narisawa | Játékvezetők: Geoffrey Barcelo Markus Wannerstedt Vonalbírók: Renārs Davidonis Gašper Zgonc |
| \| Dowd (Kirk, Halbert) (EA) – 17:52 \| 1–0 \| \| \| Kirk (Perlini, O'Connor) – 24:07 \| 2–0 \| \| \| \| 2–1 \| 25:58 – Isogai (Suzuki) \| \| \| 2–2 \| 29:01 – Okubo (Ishida, Hayata) \| \| \| 2–3 \| 34:16 – Hirano (Takagi, Halliday) \| \| Batch (Neilson, Dowd) – 48:41 \| 3–3 \| \| \| \| 3–4 \| 50:39 – Takagi (Kimura, Isogai) \| \| O'Connor (Kirk, Lake) – 58:11 \| 4–4 \| \| \| Dowd (Halbert) – 60:41 \| 5–4 \| \| |                 |                                   |               | Játékvezetők: Geoffrey Barcelo Markus Wannerstedt Vonalbírók: Renārs Davidonis Gašper Zgonc |
| 4 perc | Büntetések      | 0 perc                            |               | Játékvezetők: Geoffrey Barcelo Markus Wannerstedt Vonalbírók: Renārs Davidonis Gašper Zgonc |
| 36 | Lövések         | 34                                |               | Játékvezetők: Geoffrey Barcelo Markus Wannerstedt Vonalbírók: Renārs Davidonis Gašper Zgonc |
| Dowd (Kirk, Halbert) (EA) – 17:52 | 1–0             |                                   |               | Játékvezetők: Geoffrey Barcelo Markus Wannerstedt Vonalbírók: Renārs Davidonis Gašper Zgonc |
| Kirk (Perlini, O'Connor) – 24:07 | 2–0             |                                   |               | Játékvezetők: Geoffrey Barcelo Markus Wannerstedt Vonalbírók: Renārs Davidonis Gašper Zgonc |
| | 2–1             | 25:58 – Isogai (Suzuki)           |               | Játékvezetők: Geoffrey Barcelo Markus Wannerstedt Vonalbírók: Renārs Davidonis Gašper Zgonc |
| | 2–2             | 29:01 – Okubo (Ishida, Hayata)    |               |                                                                                             |
| | 2–3             | 34:16 – Hirano (Takagi, Halliday) |               |                                                                                             |
| Batch (Neilson, Dowd) – 48:41 | 3–3             |                                   |               |                                                                                             |
| | 3–4             | 50:39 – Takagi (Kimura, Isogai)   |               |                                                                                             |
| O'Connor (Kirk, Lake) – 58:11 | 4–4             |                                   |               |                                                                                             |
| Dowd (Halbert) – 60:41 | 5–4             |                                   |               |                                                                                             |

| 2025. április 30. 16:00 | Lengyelország | 1–4 (1–0, 0–2, 0–2) | Olaszország | Sepsi Aréna, Sepsiszentgyörgy Nézőszám: 2325 |

| Jegyzőkönyv | Jegyzőkönyv | Jegyzőkönyv                                 | Jegyzőkönyv   | Jegyzőkönyv                                                                   |
| --- | ----------- | ------------------------------------------- | ------------- | ----------------------------------------------------------------------------- |
| | Tomáš Fučík | Kapusok                                     | Davide Fadani | Játékvezetők: Jesse Gour Mark Pearce Vonalbírók: Gustav Jönsson Simon Riecken |
| \| Paś (Zygmunt, Bizacki) – 14:51 \| 1–0 \| \| \| \| 1–1 \| 22:37 – Mantenuto (Seed, Tedesco) \| \| \| 1–2 \| 34:59 – Pietroniro (Di Tomaso, Gazley) (PP) \| \| \| 1–3 \| 48:09 – Zanetti (Trivellato) \| \| \| 1–4 \| 59:19 – Tedesco (PS) \| |             |                                             |               | Játékvezetők: Jesse Gour Mark Pearce Vonalbírók: Gustav Jönsson Simon Riecken |
| 8 perc | Büntetések  | 6 perc                                      |               | Játékvezetők: Jesse Gour Mark Pearce Vonalbírók: Gustav Jönsson Simon Riecken |
| 21 | Lövések     | 24                                          |               | Játékvezetők: Jesse Gour Mark Pearce Vonalbírók: Gustav Jönsson Simon Riecken |
| Paś (Zygmunt, Bizacki) – 14:51 | 1–0         |                                             |               | Játékvezetők: Jesse Gour Mark Pearce Vonalbírók: Gustav Jönsson Simon Riecken |
| | 1–1         | 22:37 – Mantenuto (Seed, Tedesco)           |               | Játékvezetők: Jesse Gour Mark Pearce Vonalbírók: Gustav Jönsson Simon Riecken |
| | 1–2         | 34:59 – Pietroniro (Di Tomaso, Gazley) (PP) |               | Játékvezetők: Jesse Gour Mark Pearce Vonalbírók: Gustav Jönsson Simon Riecken |
| | 1–3         | 48:09 – Zanetti (Trivellato)                |               |                                                                               |
| | 1–4         | 59:19 – Tedesco (PS)                        |               |                                                                               |

| 2025. április 30. 19:30 | Ukrajna | 4–0 (3–0, 1–0, 0–0) | Románia | Sepsi Aréna, Sepsiszentgyörgy Nézőszám: 2455 |

| Jegyzőkönyv | Jegyzőkönyv      | Jegyzőkönyv | Jegyzőkönyv                | Jegyzőkönyv                                                                  |
| --- | ---------------- | ----------- | -------------------------- | ---------------------------------------------------------------------------- |
| | Bohdan Diachenko | Kapusok     | Tőke Zoltán Adorján Attila | Játékvezetők: Daniel Eriksson Daniel Pražák Vonalbírók: Kai Jürgens John Rey |
| \| Zakharov (Denyskin, Borodai) – 04:10 \| 1–0 \| \| \| Lialka – 05:44 \| 2–0 \| \| \| Denyskin (Zakharov) – 08:58 \| 3–0 \| \| \| Denyskin (Borodai, Ratushny) – 37:14 \| 4–0 \| \| |                  |             |                            | Játékvezetők: Daniel Eriksson Daniel Pražák Vonalbírók: Kai Jürgens John Rey |
| 10 perc | Büntetések       | 10 perc     |                            | Játékvezetők: Daniel Eriksson Daniel Pražák Vonalbírók: Kai Jürgens John Rey |
| 26 | Lövések          | 22          |                            | Játékvezetők: Daniel Eriksson Daniel Pražák Vonalbírók: Kai Jürgens John Rey |
| Zakharov (Denyskin, Borodai) – 04:10 | 1–0              |             |                            | Játékvezetők: Daniel Eriksson Daniel Pražák Vonalbírók: Kai Jürgens John Rey |
| Lialka – 05:44 | 2–0              |             |                            | Játékvezetők: Daniel Eriksson Daniel Pražák Vonalbírók: Kai Jürgens John Rey |
| Denyskin (Zakharov) – 08:58 | 3–0              |             |                            | Játékvezetők: Daniel Eriksson Daniel Pražák Vonalbírók: Kai Jürgens John Rey |
| Denyskin (Borodai, Ratushny) – 37:14 | 4–0              |             |                            |                                                                              |

| 2025. május 1. 12:30 | Olaszország | 1–5 (0–2, 1–2, 0–1) | Nagy-Britannia | Sepsi Aréna, Sepsiszentgyörgy Nézőszám: 2378 |

| Jegyzőkönyv | Jegyzőkönyv                | Jegyzőkönyv                         | Jegyzőkönyv | Jegyzőkönyv                                                                           |
| --- | -------------------------- | ----------------------------------- | ----------- | ------------------------------------------------------------------------------------- |
| | Davide Fadani Damian Clara | Kapusok                             | Ben Bowns   | Játékvezetők: Daniel Eriksson Anssi Salonen Vonalbírók: Gustav Jönsson Norbert Muzsik |
| \| \| 0–1 \| 00:32 – Kirk (Lake, Perlini) \| \| \| 0–2 \| 17:22 – Halbert (Kirk, Perlini) \| \| \| 0–3 \| 20:42 – Kirk (Perlini) \| \| \| 0–4 \| 27:03 – Duggan (Shudra) \| \| Misley (Di Tomaso, Seed) – 30:43 \| 1–4 \| \| \| \| 1–5 \| 58:45 – O'Connor (Dowd, Kirk) (PP2) \| |                            |                                     |             | Játékvezetők: Daniel Eriksson Anssi Salonen Vonalbírók: Gustav Jönsson Norbert Muzsik |
| 8 perc | Büntetések                 | 8 perc                              |             | Játékvezetők: Daniel Eriksson Anssi Salonen Vonalbírók: Gustav Jönsson Norbert Muzsik |
| 33 | Lövések                    | 17                                  |             | Játékvezetők: Daniel Eriksson Anssi Salonen Vonalbírók: Gustav Jönsson Norbert Muzsik |
| | 0–1                        | 00:32 – Kirk (Lake, Perlini)        |             | Játékvezetők: Daniel Eriksson Anssi Salonen Vonalbírók: Gustav Jönsson Norbert Muzsik |
| | 0–2                        | 17:22 – Halbert (Kirk, Perlini)     |             | Játékvezetők: Daniel Eriksson Anssi Salonen Vonalbírók: Gustav Jönsson Norbert Muzsik |
| | 0–3                        | 20:42 – Kirk (Perlini)              |             | Játékvezetők: Daniel Eriksson Anssi Salonen Vonalbírók: Gustav Jönsson Norbert Muzsik |
| | 0–4                        | 27:03 – Duggan (Shudra)             |             |                                                                                       |
| Misley (Di Tomaso, Seed) – 30:43 | 1–4                        |                                     |             |                                                                                       |
| | 1–5                        | 58:45 – O'Connor (Dowd, Kirk) (PP2) |             |                                                                                       |

| 2025. május 1. 16:00 | Lengyelország | 1–4 (0–0, 1–1, 0–3) | Ukrajna | Sepsi Aréna, Sepsiszentgyörgy Nézőszám: 2355 |

| Jegyzőkönyv | Jegyzőkönyv | Jegyzőkönyv                          | Jegyzőkönyv      | Jegyzőkönyv                                                                            |
| --- | ----------- | ------------------------------------ | ---------------- | -------------------------------------------------------------------------------------- |
| | John Murray | Kapusok                              | Bogdan Dyachenko | Játékvezetők: Mark Pearce Markus Wannerstedt Vonalbírók: Renārs Davidonis Gašper Zgonc |
| \| Łyszczarczyk (Sadlocha, Dziubiński) (PP) – 25:28 \| 1–0 \| \| \| \| 1–1 \| 32:23 – Zakharov (Denyskin, Sysak) \| \| \| 1–2 \| 43:08 – Zakharov (Borodai, Denyskin) \| \| \| 1–3 \| 50:16 – Sadovikov (Korenchuk) \| \| \| 1–4 \| 55:00 – Trakht (Peresunko) \| |             |                                      |                  | Játékvezetők: Mark Pearce Markus Wannerstedt Vonalbírók: Renārs Davidonis Gašper Zgonc |
| 4 perc | Büntetések  | 4 perc                               |                  | Játékvezetők: Mark Pearce Markus Wannerstedt Vonalbírók: Renārs Davidonis Gašper Zgonc |
| 27 | Lövések     | 21                                   |                  | Játékvezetők: Mark Pearce Markus Wannerstedt Vonalbírók: Renārs Davidonis Gašper Zgonc |
| Łyszczarczyk (Sadlocha, Dziubiński) (PP) – 25:28 | 1–0         |                                      |                  | Játékvezetők: Mark Pearce Markus Wannerstedt Vonalbírók: Renārs Davidonis Gašper Zgonc |
| | 1–1         | 32:23 – Zakharov (Denyskin, Sysak)   |                  | Játékvezetők: Mark Pearce Markus Wannerstedt Vonalbírók: Renārs Davidonis Gašper Zgonc |
| | 1–2         | 43:08 – Zakharov (Borodai, Denyskin) |                  | Játékvezetők: Mark Pearce Markus Wannerstedt Vonalbírók: Renārs Davidonis Gašper Zgonc |
| | 1–3         | 50:16 – Sadovikov (Korenchuk)        |                  |                                                                                        |
| | 1–4         | 55:00 – Trakht (Peresunko)           |                  |                                                                                        |

| 2025. május 1. 19:30 | Románia | 3–5 (0–4, 3–1, 0–0) | Japán | Sepsi Aréna, Sepsiszentgyörgy Nézőszám: 2460 |

| Jegyzőkönyv | Jegyzőkönyv                | Jegyzőkönyv                             | Jegyzőkönyv | Jegyzőkönyv                                                                     |
| --- | -------------------------- | --------------------------------------- | ----------- | ------------------------------------------------------------------------------- |
| | Adorján Attila Tőke Zoltán | Kapusok                                 | Issa Otsuka | Játékvezetők: Geoffrey Barcelo Jesse Gour Vonalbírók: Kai Jürgens Simon Riecken |
| \| \| 0–1 \| 01:01 – T. Nakajima (Y. Sato, Ishida) \| \| \| 0–2 \| 05:47 – Suzuki (H. Sato, Taiga Irikura) \| \| \| 0–3 \| 11:37 – Osawa (Hirano, H. Sato) (PP) \| \| \| 0–4 \| 18:46 – Y. Sato (T. Nakajima, Hanzawa) \| \| Valchař – 26:15 \| 1–4 \| \| \| \| 1–5 \| 34:09 – Hirano \| \| Skachkov (Filip, Gliga) – 35:04 \| 2–5 \| \| \| Rokaly (Péter, Részegh) (PP) – 39:31 \| 3–5 \| \| |                            |                                         |             | Játékvezetők: Geoffrey Barcelo Jesse Gour Vonalbírók: Kai Jürgens Simon Riecken |
| 8 perc | Büntetések                 | 2 perc                                  |             | Játékvezetők: Geoffrey Barcelo Jesse Gour Vonalbírók: Kai Jürgens Simon Riecken |
| 17 | Lövések                    | 36                                      |             | Játékvezetők: Geoffrey Barcelo Jesse Gour Vonalbírók: Kai Jürgens Simon Riecken |
| | 0–1                        | 01:01 – T. Nakajima (Y. Sato, Ishida)   |             | Játékvezetők: Geoffrey Barcelo Jesse Gour Vonalbírók: Kai Jürgens Simon Riecken |
| | 0–2                        | 05:47 – Suzuki (H. Sato, Taiga Irikura) |             | Játékvezetők: Geoffrey Barcelo Jesse Gour Vonalbírók: Kai Jürgens Simon Riecken |
| | 0–3                        | 11:37 – Osawa (Hirano, H. Sato) (PP)    |             | Játékvezetők: Geoffrey Barcelo Jesse Gour Vonalbírók: Kai Jürgens Simon Riecken |
| | 0–4                        | 18:46 – Y. Sato (T. Nakajima, Hanzawa)  |             |                                                                                 |
| Valchař – 26:15 | 1–4                        |                                         |             |                                                                                 |
| | 1–5                        | 34:09 – Hirano                          |             |                                                                                 |
| Skachkov (Filip, Gliga) – 35:04 | 2–5                        |                                         |             |                                                                                 |
| Rokaly (Péter, Részegh) (PP) – 39:31 | 3–5                        |                                         |             |                                                                                 |

| 2025. május 3. 12:30 | Japán | 3–2 (1–1, 2–0, 0–1) | Ukrajna | Sepsi Aréna, Sepsiszentgyörgy Nézőszám: 2246 |

| Jegyzőkönyv | Jegyzőkönyv | Jegyzőkönyv               | Jegyzőkönyv       | Jegyzőkönyv                                                                          |
| --- | ----------- | ------------------------- | ----------------- | ------------------------------------------------------------------------------------ |
| | Issa Otsuka | Kapusok                   | Alexander Levshin | Játékvezetők: Daniel Eriksson Markus Wannerstedt Vonalbírók: Gustav Jönsson John Rey |
| \| \| 0–1 \| 04:58 – Zakharov \| \| T. Nakajima – 13:22 \| 1–1 \| \| \| Irikura (Kimura, Hanzawa) (PP) – 29:38 \| 2–1 \| \| \| Suzuki (Isogai) – 30:31 \| 3–1 \| \| \| \| 3–2 \| 49:40 – Vorona (Zakharov) \| |             |                           |                   | Játékvezetők: Daniel Eriksson Markus Wannerstedt Vonalbírók: Gustav Jönsson John Rey |
| 14 perc | Büntetések  | 4 perc                    |                   | Játékvezetők: Daniel Eriksson Markus Wannerstedt Vonalbírók: Gustav Jönsson John Rey |
| 23 | Lövések     | 30                        |                   | Játékvezetők: Daniel Eriksson Markus Wannerstedt Vonalbírók: Gustav Jönsson John Rey |
| | 0–1         | 04:58 – Zakharov          |                   | Játékvezetők: Daniel Eriksson Markus Wannerstedt Vonalbírók: Gustav Jönsson John Rey |
| T. Nakajima – 13:22 | 1–1         |                           |                   | Játékvezetők: Daniel Eriksson Markus Wannerstedt Vonalbírók: Gustav Jönsson John Rey |
| Irikura (Kimura, Hanzawa) (PP) – 29:38 | 2–1         |                           |                   | Játékvezetők: Daniel Eriksson Markus Wannerstedt Vonalbírók: Gustav Jönsson John Rey |
| Suzuki (Isogai) – 30:31 | 3–1         |                           |                   |                                                                                      |
| | 3–2         | 49:40 – Vorona (Zakharov) |                   |                                                                                      |

| 2025. május 3. 16:00 | Olaszország | 7–1 (3–1, 3–0, 1–0) | Románia | Sepsi Aréna, Sepsiszentgyörgy Nézőszám: 2273 |

| Jegyzőkönyv | Jegyzőkönyv   | Jegyzőkönyv                            | Jegyzőkönyv                | Jegyzőkönyv                                                                    |
| --- | ------------- | -------------------------------------- | -------------------------- | ------------------------------------------------------------------------------ |
| | Davide Fadani | Kapusok                                | Tőke Zoltán Adorján Attila | Játékvezetők: Jesse Gour Anssi Salonen Vonalbírók: Muzsik Norbert Gašper Zgonc |
| \| Frigo (Gazley) – 02:50 \| 1–0 \| \| \| Tedesco (Purdeller, Saracino) – 04:12 \| 2–0 \| \| \| \| 2–1 \| 14:39 – Valchař (Gliga, Williams) (SH) \| \| Mantenuto (Saracino, Purdeller) – 15:31 \| 3–1 \| \| \| Misley (Ierullo, Saracino) – 32:00 \| 4–1 \| \| \| Zanatta (Gazley, Tedesco) – 36:01 \| 5–1 \| \| \| Tedesco (Misley) (PP) – 39:24 \| 6–1 \| \| \| Zanetti (Pietroniro, Zanatta) – 44:46 \| 7–1 \| \| |               |                                        |                            | Játékvezetők: Jesse Gour Anssi Salonen Vonalbírók: Muzsik Norbert Gašper Zgonc |
| 6 perc | Büntetések    | 8 perc                                 |                            | Játékvezetők: Jesse Gour Anssi Salonen Vonalbírók: Muzsik Norbert Gašper Zgonc |
| 32 | Lövések       | 16                                     |                            | Játékvezetők: Jesse Gour Anssi Salonen Vonalbírók: Muzsik Norbert Gašper Zgonc |
| Frigo (Gazley) – 02:50 | 1–0           |                                        |                            | Játékvezetők: Jesse Gour Anssi Salonen Vonalbírók: Muzsik Norbert Gašper Zgonc |
| Tedesco (Purdeller, Saracino) – 04:12 | 2–0           |                                        |                            | Játékvezetők: Jesse Gour Anssi Salonen Vonalbírók: Muzsik Norbert Gašper Zgonc |
| | 2–1           | 14:39 – Valchař (Gliga, Williams) (SH) |                            | Játékvezetők: Jesse Gour Anssi Salonen Vonalbírók: Muzsik Norbert Gašper Zgonc |
| Mantenuto (Saracino, Purdeller) – 15:31 | 3–1           |                                        |                            |                                                                                |
| Misley (Ierullo, Saracino) – 32:00 | 4–1           |                                        |                            |                                                                                |
| Zanatta (Gazley, Tedesco) – 36:01 | 5–1           |                                        |                            |                                                                                |
| Tedesco (Misley) (PP) – 39:24 | 6–1           |                                        |                            |                                                                                |
| Zanetti (Pietroniro, Zanatta) – 44:46 | 7–1           |                                        |                            |                                                                                |

| 2025. május 3. 19:30 | Nagy-Britannia | 3–0 (1–0, 2–0, 0–0) | Lengyelország | Sepsi Aréna, Sepsiszentgyörgy Nézőszám: 2367 |

| Jegyzőkönyv | Jegyzőkönyv | Jegyzőkönyv | Jegyzőkönyv | Jegyzőkönyv                                                                   |
| --- | ----------- | ----------- | ----------- | ----------------------------------------------------------------------------- |
| | Ben Bowns   | Kapusok     | Tomáš Fučík | Játékvezetők: Mark Pearce Daniel Pražák Vonalbírók: Kai Jürgens Simon Riecken |
| \| Waller (Dowd, Tetlow) – 17:01 \| 1–0 \| \| \| Dowd (Hazeldine) – 28:20 \| 2–0 \| \| \| Betteridge (Waller, Bowns) (PP) – 35:22 \| 3–0 \| \| |             |             |             | Játékvezetők: Mark Pearce Daniel Pražák Vonalbírók: Kai Jürgens Simon Riecken |
| 4 perc | Büntetések  | 4 perc      |             | Játékvezetők: Mark Pearce Daniel Pražák Vonalbírók: Kai Jürgens Simon Riecken |
| 31 | Lövések     | 40          |             | Játékvezetők: Mark Pearce Daniel Pražák Vonalbírók: Kai Jürgens Simon Riecken |
| Waller (Dowd, Tetlow) – 17:01 | 1–0         |             |             | Játékvezetők: Mark Pearce Daniel Pražák Vonalbírók: Kai Jürgens Simon Riecken |
| Dowd (Hazeldine) – 28:20 | 2–0         |             |             | Játékvezetők: Mark Pearce Daniel Pražák Vonalbírók: Kai Jürgens Simon Riecken |
| Betteridge (Waller, Bowns) (PP) – 35:22 | 3–0         |             |             | Játékvezetők: Mark Pearce Daniel Pražák Vonalbírók: Kai Jürgens Simon Riecken |

## B csoport

### Résztvevők
| Csapat        | Kvalifikáció                                      |
| ------------- | ------------------------------------------------- |
| Dél-Korea     | A 2024-es divízió I/A 6. helyezettje, kiesett.    |
| Litvánia      | A 2024-es divízió I/B 2. helyezettje.             |
| Észtország    | Rendező, a 2024-es divízió I/B 3. helyezettje.    |
| Kína          | A 2024-es divízió I/B 4. helyezettje.             |
| Spanyolország | A 2024-es divízió I/B 5. helyezettje.             |
| Horvátország  | A 2024-es divízió II/A 1. helyezettje, feljutott. |

### Tabella
| Hely. | Csapat         | M | Gy | HGy | HV | V | G+ | G– | Gk  | P  | Feljutás vagy kiesés       |
| ----- | -------------- | - | -- | --- | -- | - | -- | -- | --- | -- | -------------------------- |
| 1.    | Litvánia       | 5 | 4  | 1   | 0  | 0 | 14 | 3  | +11 | 14 | Feljutott a divízió I A-ba |
| 2.    | Dél-Korea      | 5 | 4  | 0   | 0  | 1 | 21 | 11 | +10 | 12 |                            |
| 3.    | Észtország (R) | 5 | 3  | 0   | 0  | 2 | 19 | 9  | +10 | 9  |                            |
| 4.    | Kína           | 5 | 1  | 1   | 0  | 3 | 9  | 14 | −5  | 5  |                            |
| 5.    | Spanyolország  | 5 | 0  | 1   | 1  | 3 | 9  | 25 | −16 | 3  |                            |
| 6.    | Horvátország   | 5 | 0  | 0   | 2  | 3 | 9  | 19 | −10 | 2  | Kiesett a divízió II-be    |

### Mérkőzések
A mérkőzések kezdési időpontjai helyi idő szerint (UTC+3) értendők.
| 2025. április 26. 12:30 | Kína | 0–1 (0–0, 0–1, 0–0) | Litvánia | Tondiraba jäähall, Tallinn Nézőszám: 181 |

| Jegyzőkönyv | Jegyzőkönyv | Jegyzőkönyv | Jegyzőkönyv | Jegyzőkönyv |
| ----------- | ----------- | ----------- | ----------- | ----------- |
|             |             |             |             |             |
|             |             |             |             |             |
|             |             |             |             |             |
|             |             |             |             |             |

| 2025. április 26. 16:00 | Spanyolország | 1–6 (0–1, 0–0, 1–5) | Észtország | Tondiraba jäähall, Tallinn Nézőszám: 2135 |

| Jegyzőkönyv | Jegyzőkönyv | Jegyzőkönyv | Jegyzőkönyv | Jegyzőkönyv |
| ----------- | ----------- | ----------- | ----------- | ----------- |
|             |             |             |             |             |
|             |             |             |             |             |
|             |             |             |             |             |
|             |             |             |             |             |

| 2025. április 26. 19:30 | Horvátország | 2–5 (1–0, 0–2, 1–3) | Dél-Korea | Tondiraba jäähall, Tallinn Nézőszám: 165 |

| Jegyzőkönyv | Jegyzőkönyv | Jegyzőkönyv | Jegyzőkönyv | Jegyzőkönyv |
| ----------- | ----------- | ----------- | ----------- | ----------- |
|             |             |             |             |             |
|             |             |             |             |             |
|             |             |             |             |             |
|             |             |             |             |             |

| 2025. április 27. 12:30 | Litvánia | 5–0 (2–0, 3–0, 0–0) | Spanyolország | Tondiraba jäähall, Tallinn Nézőszám: 315 |

| Jegyzőkönyv | Jegyzőkönyv | Jegyzőkönyv | Jegyzőkönyv | Jegyzőkönyv |
| ----------- | ----------- | ----------- | ----------- | ----------- |
|             |             |             |             |             |
|             |             |             |             |             |
|             |             |             |             |             |
|             |             |             |             |             |

| 2025. április 27. 16:00 | Észtország | 6–2 (3–0, 2–2, 1–0) | Horvátország | Tondiraba jäähall, Tallinn Nézőszám: 1935 |

| Jegyzőkönyv | Jegyzőkönyv | Jegyzőkönyv | Jegyzőkönyv | Jegyzőkönyv |
| ----------- | ----------- | ----------- | ----------- | ----------- |
|             |             |             |             |             |
|             |             |             |             |             |
|             |             |             |             |             |
|             |             |             |             |             |

| 2025. április 27. 19:30 | Dél-Korea | 2–1 (0–0, 2–1, 0–0) | Kína | Tondiraba jäähall, Tallinn Nézőszám: 155 |

| Jegyzőkönyv | Jegyzőkönyv | Jegyzőkönyv | Jegyzőkönyv | Jegyzőkönyv |
| ----------- | ----------- | ----------- | ----------- | ----------- |
|             |             |             |             |             |
|             |             |             |             |             |
|             |             |             |             |             |
|             |             |             |             |             |

| 2025. április 29. 12:30 | Dél-Korea | 9–3 (4–0, 4–1, 1–2) | Spanyolország | Tondiraba jäähall, Tallinn Nézőszám: 251 |

| Jegyzőkönyv | Jegyzőkönyv | Jegyzőkönyv | Jegyzőkönyv | Jegyzőkönyv |
| ----------- | ----------- | ----------- | ----------- | ----------- |
|             |             |             |             |             |
|             |             |             |             |             |
|             |             |             |             |             |
|             |             |             |             |             |

| 2025. április 29. 16:00 | Horvátország | 3–4 (0–1, 1–1, 2–2) | Kína | Tondiraba jäähall, Tallinn Nézőszám: 135 |

| Jegyzőkönyv | Jegyzőkönyv | Jegyzőkönyv | Jegyzőkönyv | Jegyzőkönyv |
| ----------- | ----------- | ----------- | ----------- | ----------- |
|             |             |             |             |             |
|             |             |             |             |             |
|             |             |             |             |             |
|             |             |             |             |             |

| 2025. április 29. 19:30 | Litvánia | 2–1 (0–0, 2–0, 0–1) | Észtország | Tondiraba jäähall, Tallinn Nézőszám: 3045 |

| Jegyzőkönyv | Jegyzőkönyv | Jegyzőkönyv | Jegyzőkönyv | Jegyzőkönyv |
| ----------- | ----------- | ----------- | ----------- | ----------- |
|             |             |             |             |             |
|             |             |             |             |             |
|             |             |             |             |             |
|             |             |             |             |             |

| 2025. május 1. 12:30 | Litvánia | 2–1 (h.u.) (0–0, 1–0, 0–1) (OT: 1–0) | Horvátország | Tondiraba jäähall, Tallinn Nézőszám: 335 |

| Jegyzőkönyv | Jegyzőkönyv | Jegyzőkönyv | Jegyzőkönyv | Jegyzőkönyv |
| ----------- | ----------- | ----------- | ----------- | ----------- |
|             |             |             |             |             |
|             |             |             |             |             |
|             |             |             |             |             |
|             |             |             |             |             |

| 2025. május 1. 16:00 | Észtország | 1–4 (1–2, 0–1, 0–1) | Dél-Korea | Tondiraba jäähall, Tallinn Nézőszám: 2577 |

| Jegyzőkönyv | Jegyzőkönyv | Jegyzőkönyv | Jegyzőkönyv | Jegyzőkönyv |
| ----------- | ----------- | ----------- | ----------- | ----------- |
|             |             |             |             |             |
|             |             |             |             |             |
|             |             |             |             |             |
|             |             |             |             |             |

| 2025. május 1. 19:30 | Kína | 4–3 (sz.) (1–0, 2–1, 1–2) | Spanyolország | Tondiraba jäähall, Tallinn Nézőszám: 315 |

| Jegyzőkönyv | Jegyzőkönyv | Jegyzőkönyv | Jegyzőkönyv | Jegyzőkönyv |
| ----------- | ----------- | ----------- | ----------- | ----------- |
|             |             |             |             |             |
|             |             |             |             |             |
|             |             |             |             |             |
|             |             |             |             |             |

| 2025. május 2. 12:30 | Dél-Korea | 1–4 (0–1, 0–2, 1–1) | Litvánia | Tondiraba jäähall, Tallinn Nézőszám: 412 |

| Jegyzőkönyv | Jegyzőkönyv | Jegyzőkönyv | Jegyzőkönyv | Jegyzőkönyv |
| ----------- | ----------- | ----------- | ----------- | ----------- |
|             |             |             |             |             |
|             |             |             |             |             |
| 8 perc      | Büntetések  | 4 perc      |             |             |
| 28          | Lövések     | 24          |             |             |

| 2025. május 2. 16:00 | Spanyolország | 2–1 (h.u.) (1–1, 0–0, 0–0) (OT: 1–0) | Horvátország | Tondiraba jäähall, Tallinn Nézőszám: 255 |

| Jegyzőkönyv | Jegyzőkönyv | Jegyzőkönyv | Jegyzőkönyv | Jegyzőkönyv |
| ----------- | ----------- | ----------- | ----------- | ----------- |
|             |             |             |             |             |
|             |             |             |             |             |
|             |             |             |             |             |
|             |             |             |             |             |

| 2025. május 2. 19:30 | Észtország | 5–0 (1–0, 2–0, 2–0) | Kína | Tondiraba jäähall, Tallinn Nézőszám: 2870 |

| Jegyzőkönyv | Jegyzőkönyv | Jegyzőkönyv | Jegyzőkönyv | Jegyzőkönyv |
| ----------- | ----------- | ----------- | ----------- | ----------- |
|             |             |             |             |             |
|             |             |             |             |             |
|             |             |             |             |             |
|             |             |             |             |             |